# Dietrich Brömse (1579–1638)
Dietrich Brömse (* 1579; † 2. März 1638 in Lübeck) war ein Ratsherr der Hansestadt Lübeck.

## Leben

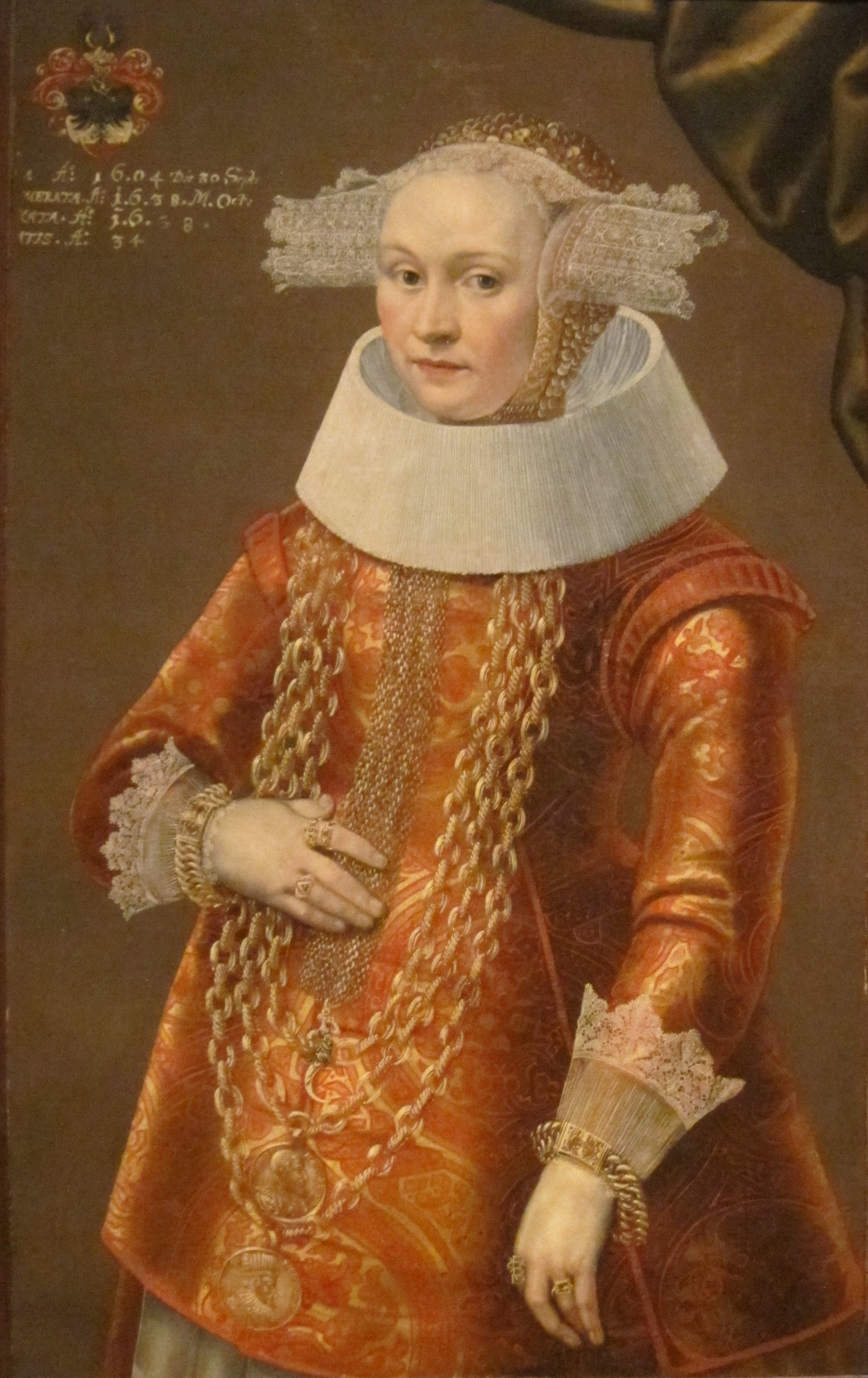
Michael Conrad Hirt: Porträt einer 1604 geborenen Tochter von Dietrich Brömse entstanden in seinem Todesjahr 1638, heute im Dayton Art Institute

Dietrich Brömse war Sohn des Lübecker Bürgermeisters Dietrich von Broemse. 1604 wurde er Mitglied der patrizischen Zirkelgesellschaft. Nach dem Tode seines Bruders Heinrich Brömse wurde er 1633 Ratsherr in Lübeck und vertrat die Stadt 1635 als Gesandter in London.
Dietrich Brömse bewohnte in Lübeck den Brömserhof in der Schildstraße 12. Ihm gehörte als Erbe das Gut Klein Steinrade vor den Toren der Stadt. Der spätere Lübecker Ratsherr Diedrich von Brömbsen war sein Sohn. Seine Tochter Magdalene († 1657) heiratete den späteren Bürgermeister Anton Köhler. Nach seinem Tode erhielt Dietrich Brömse ein Epitaph in der Lübecker Marienkirche.